# ردیت
ردیت (به انگلیسی: Reddit) یک وبسایت جمع‌آوری اخبار اجتماعی آمریکایی، رتبه‌بندی محتوای وب، وب سایت بحث و دارای تالار گفتگو است.
اعضای عضو شده (ثبت‌نام کرده) مطالب مورد نظر خود را مانند پیوندها، پست‌های متنی و تصاویر به سایت ارسال می‌کنند و سپس، توسط اعضای دیگر رأی داده می‌شود.
پست‌ها در تابلوهای ایجاد شده توسط کاربر به نام ساب‌ردیت (به انگلیسی: Subreddit) سازماندهی می‌شوند، که موضوع‌های مختلفی از جمله اخبار، علم، فیلم، بازی‌های ویدئویی، موسیقی، کتاب، تناسب اندام، غذا و اشتراک تصویر را در بر می‌گیرد.
موارد ارسالی با رای بیشتر به بالای صدر زیرنویس آنها ظاهر می‌شود و در صورت دریافت آراء کافی، در نهایت در صفحه اول سایت قرار می‌گیرند.
علیرغم قوانین سخت‌گیرانه منع آزار و اذیت، مدیران ردیت منابع قابل توجهی را برای متعادل ساختن فضای سایت و جلوگیری از خرابکاری هزینه می‌کنند.
از ژوئیه سال ۲۰۱۹، بر اساس آمار الکسا اینترنت ردیت به عنوان وب سایت رتبه ۵ام بازدید شده در ایالات متحده و رتبه ۱۳ام در جهان و همچنین ۵۵٪ از کاربران خود را از ایالات متحده آمریکا و پس از آن بریتانیا با ۷٫۴٪ و کانادا با ۵٫۸٪ دارا است.
ردیت در سال ۲۰۰۵ توسط هم اتاقی‌های دانشگاه ویرجینیا استیو هافمن و الکسیس اوهانیان تأسیس شد.
در سال ۲۰۱۱، ردیت به یک شرکت مستقل از شرکت مادر و مادر کوندی نست با نام ادونس پابلیکیشن تبدیل شد.
در اکتبر سال ۲۰۱۴، ردیت ۵۰ میلیون دلار در دور بودجه به رهبری سم آلتمن و از جمله سرمایه گذاران آن می‌توان به مارک اندریسن، پیتر تیل، ران کانوی، اسنوپ داگ و جرد لتو اشاره کرد.
پس از این سرمایه‌گذاری ۵۰۰ میلیون دلار به ارزش این شرکت افزوده شد.
در فوریه سال ۲۰۱۹، سرمایه‌گذاری مبلغ ۳۰۰ میلیون دلار آمریکا توسط تنسنت ارزش این شرکت را به ۳ میلیارد دلار افزایش داد.

## نگاهی به وب‌سایت ردیت
ردیت وب سایتی است که شامل محتوای تولیدی کاربران- از جمله عکس‌ها، فیلم‌ها، پیوندها و پست‌های مبتنی بر متن می‌شود و بحث در مورد این محتوا در آنچه که اساساً یک سیستم تابلوی اعلانات است انجام می‌شود.
نام «Reddit» (ردیت) نوعی بازی با واژگان است که با استفاده از کلمه «read it»، یعنی «من آن را در Reddit خوانده‌ام» به وجود آمده است.
تا سال ۲۰۱۸، تقریباً ۳۳۰ میلیون کاربر در ردیت عضو شدند که «redditors» نیز نامیده می‌شوند.
محتوای سایت ردیت به بخش‌ها یا موضوعاتی که عموماً با عنوان ساب‌ردیت شناخته می‌شوند تقسیم می‌شود، از این تعداد بیش از ۱۳۸٬۰۰۰ انجمن فعال وجود دارد.
به عنوان شبکه ای از انجمن‌ها، محتوای اصلی ردیت از پست‌های کاربران آن تشکیل شده است.
کاربران برای ادامه صحبت می‌توانند در مورد پست‌های دیگران با گذاشتن نظر در زیر پست‌های آنان اظهار نظر کنند.
یکی از ویژگی‌های مهم ردیت این است که کاربران می‌توانند برای هر پست و نظرات دیگران در سایت، به ترتیب آرای مثبت یا منفی به نام «upvotes» و «downvotes» را ثبت کنند.
تعداد رأی دهندگان مثبت یا منفی به یک مطلب، میزان بازدید کاربران را در سایت تعیین می‌کند، بنابراین محبوب‌ترین مطالب برای بیشتر افراد نمایش داده می‌شود.
همچین کاربران می‌توانند برای مطالب و نظرات خود «کارما» به‌دست آورند، که بازتابی از جایگاه کاربر در جامعه و محبوبیت آن در ردیت است.
محبوب‌ترین مطالب از ساب‌ردیت‌های متعدد سایت در صفحه اول برای کسانی که در سایت جستجو می‌کنند بدون حساب کاربری نیز قابل مشاهده است.
به‌طور پیش فرض برای آن دسته از کاربران عضو نشده، صفحه اول سایت ساب‌ردیت‌های محبوب را نمایش می‌دهد، که دارای مطالب برتر با درجه‌بندی برتر در ردیت است. (به استثنای مطالب مضر و سایر مواردی که معمولاً توسط کاربران فیلتر می‌شوند.
کاربران ثبت نام شده که در ساب‌ردیت‌های مورد نظر عضو می‌شوند، مطالب محبوب خود را در صفحات اول شخصی خود مشاهده می‌کنند.

### کاربران و مدیران
از سال ۲۰۱۹، حدود ۴۳۰ میلیون کاربر در ردیت عضو شده‌اند که به نام ردیتور (به انگلیسی: Redditor) نیز شناخته می‌شوند.
ثبت نام یا عضویت حساب در ردیت رایگان است و برای آن احتیاجی به آدرس ایمیل نیست.
کاربران عضو شده علاوه بر امکان نظر دادن و ایجاد رای‌گیری، می‌توانند برای موضوعات مورد علاقه خود یک ساب‌ردیت تشکیل دهند.
در ردیت، نامهای کاربری با «u/» آغاز می‌شوند. برای مثال، کاربران مشهور با نام کاربری «u/Poem_for_your_sprog»، که به پیام‌های سراسر ردیت وارونه پاسخ می‌دهد و همچنین کاربر «u / Shitty_Watercolour»، که در پاسخ به پست‌ها نقاشی ارسال می‌کند.
کاربران ردیت که با ایجاد یک ساب‌ردیت یا توسط یکی از ناظران فعلی تبلیغ می‌شوند، توسط مدیران تحت نظارت قرار می‌گیرند.
مدیران و ناظران همان داوطلبانی هستند که جوامع خود را مدیریت می‌کنند، قوانین خاص جامعه را تنظیم و اجرا می‌کنند، مطالب و اظهار نظرهایی را که این قوانین را نقض می‌کند، حذف می‌کنند و عموماً برای حفظ مباحث در زیر مطالب خود تلاش می‌کنند.
در عوض، به مدیران برای کار در ردیت مبلغی پرداخت می‌شود.

### ساب‌ردیت‌ها (انجمن‌ها)
بحث در مورد موضوعات مختلف و مورد علاقه کاربران در ردیت در انجمن‌هایی انجام می‌شود که ساب‌ردیت (به انگلیسی: ًsubreddit) نامیده می‌شوند. از مجموعه ۱٫۲ میلیون ساب‌ردیت، ۱۳۸هزار ساب‌ردیت فعال تا ژوئیه سال ۲۰۱۸ ثبت شده است.
نامگذاری ساب‌ردیت‌ها با «/r» آغار می‌شود. به عنوان نمونه، «r/science» انجمنی است که به بحث در مورد موضوعات علمی اختصاص دارد و «r/television» انجمنی است که به بحث در مورد برنامه‌های تلویزیونی اختصاص دارد. در همین حال، «r/popular» انجمنی دارای مطالب رتبه برتر در کلیه ردیت را به شما نشان می‌دهد، به جز انجمن‌های نامناسب برای کار و سایر مواردی که توسط کاربران فیلتر می‌شوند.
اما با این حال انجمنی مانند «r/all» هیچ‌یک از موضوعات را فیلتر نمی‌کند.
در مصاحبه ای با وب‌سایت میم‌برن در سال ۲۰۱۴، اریک مارتین، مدیر کل شرکت ردیت، اظهار داشت که «رویکرد آنها این است که تا حد امکان کنترل‌کنندگان جامعه یا مجریان جامعه کنترل کنند تا آنها بتوانند نوع جوامع مورد نظر خود را شکل دهند و پرورش دهند».
ساب‌ردیت‌ها اغلب از انواع مضمون طلسم بیگانه ردیت، Snoo، در سبک بصری جوامع خود استفاده می‌کنند.

#### محبوبترین ساب‌ردیت‌ها
از تاریخ ۱۶ام دسامبر سال ۲۰۱۹، ساب‌ردیت‌های زیر جز ده ساب‌ردیت برتر و پر جمعیت در سراسر ردیت شناخته شده‌اند:
| ساب‌ردیت         | تعداد اعضا |
| --------------- | ---------- |
| r/announcements | ۴۸٬۷۸۹٬۶۹۳ |
| r/funny         | ۲۷٬۵۷۱٬۲۳۲ |
| r/AskReddit     | ۲۵٬۵۵۴٬۴۰۲ |
| r/gaming        | ۲۴٬۴۱۴٬۷۵۲ |
| r/pics          | ۲۳٬۳۶۶٬۶۵۰ |
| r/science       | ۲۲٬۸۷۳٬۲۳۷ |
| r/aww           | ۲۲٬۷۴۱٬۵۲۲ |
| r/worldnews     | ۲۲٬۶۶۱٬۶۳۱ |
| r/movies        | ۲۱٬۹۲۷٬۲۹۰ |
| r/todayilearned | ۲۱٬۸۷۳٬۳۹۳ |

### امکانات دیگر
ردیت پریموم(Reddit Premium) عضویت ممتاز و ویژه ای است که به کاربران این امکان می‌دهد که سایت را بدون آگهی و تبلیغات مشاهده کنند.
همچنین اگر کاربر دیگری به دلیل داشتن مطالب طنز یا با کیفیت بالا، ارزش سکه‌های تیزهوشی داشته باشد، کاربران ممکن است به آنها سکه هدیه دهند.
قابلیت ردیت پریموم چندین ویژگی را که برای کاربران عادی قابل دسترسی نیست، از از جمله برجسته کردن اظهارنظر(کامنت)، ساب‌ردیت اختصاصی و یک Snoo شخصی (معروف به «snoovatar») را فعال می‌سازد.
ردیت گولد در سال ۲۰۱۸ به ردیت پریموم تغییر نام داد. علاوه بر سکه‌های طلایی، کاربران می‌توانند سکه‌های نقره و پلاتین را به سایر کاربران به عنوان پاداش برای محتوای با کیفیت هدیه دهند.
در سایت، ردیتورها سالی یکبار «روز کیک» خود را جشن می‌گیرند، در سالگرد روزی که حساب آنها ایجاد شد.
در این روز آیکون یک قطعه کوچک از کیک را در کنار نام کاربر به مدت ۲۴ ساعت اضافه می‌شود.
در سال ۲۰۱۷، ردیت نرم‌افزار چت آنلاین خود را برای سایت توسعه داد.
در حالی که برخی از ساب‌دیت‌ها به‌طور مستقل از نرم‌افزار شخص ثالث برای گپ زدن در مورد انجمن خود استفاده کرده‌اند، ردیت با ساختن چندین توابع چت امیدوار است که آن‌ها به بخشی جدایی ناپذیر از ردیت تبدیل شود.
سالن‌های گفتگوی اختصاصی در سال ۲۰۱۷ به پایان رسید و اتاق‌های گفتگوی جامع برای اعضای یک ساب‌ردیت اختصاص داده شده و در سال ۲۰۱۸ به مرحله اجرا درآمد.

## امور شرکت‌های بزرگ
ردیت یک شرکت خصوصی است که در سانفرانسیسکو، ایالت کالیفرنیا مستقر شده است.
و همچنین دارای دفتری در محله تندرلوین سانفرانسیسکو است.
ردیت در سال ۲۰۱۷ تعداد کل کارمندان خود را دو برابر کرد
و تا تاریخ ۲۰۱۸ تقریباً ۳۵۰ نفر در ردیت اشتغال داشتند.
در سال ۲۰۱۷، این شرکت ۱٫۸ میلیارد دلار در طی ۲۰۰ میلیون دلار سرمایه‌گذاری ارزش پیدا کرد.
ردیت پیش از این متعلق به کوندی نست بود، اما در نهایت به عنوان یک شرکت مستقل از کار درآمد.
از آوریل سال ۲۰۱۸، ادونس پابلیکیشن، شرکت مادر کوندی نست، اکثریت سهام ردیت را حفظ کرد.
پرسنل مدیریت کلیدی ردیت شامل بنیانگذار و مدیرعامل ردیت استیو هافمن، مدیر ارشد فناوری کریس اسلو، که مهندس اصلی شرکت بود، و مدیر اجرایی جن وونگ، رئیس و مدیر عامل سابق اصلی شرکت تایم دیجیتال نیز بودند.
ردیت آمار درآمد خود را فاش و گزارش نمی‌کند.
این شرکت تا حدودی از طریق تبلیغات و عضویت حق بیمه که تبلیغات را از سایت حذف می‌کند، درآمد کسب می‌کند
به عنوان بخشی از نوع فرهنگ خود شرکت، ردیت با سیاست عدم مذاکره در مورد حقوق کارمندان کار می‌کند.
همچنین این شرکت تا ۱۶ هفته مرخصی والدین را به مادران، پدران و والدین فرزندخوانده جدید نیز ارائه می‌دهد.

## تبلیغات
در فوریه سال ۲۰۱۳، «Betabeat» پستی را منتشر کرد که ورود شرکت‌های چند ملیتی مانند کاستکو، تاکو بل، سوبارو و مک‌دونالد را با ارسال محتوای مارک در ردیت که به نظر می‌رسید ظاهراً محتوای اصلی کاربران قانونی ردیت است، به رسمیت می‌شناسد.
«PAN Communications» نوشت که بازاریابان می‌خواهند به نمایندگی از نام تجاری خود به «انجمن‌های ردیت» نفوذ کنند، اما تأکید کردند که هرگونه «خود ترقی از آن اخراج می‌شود» و مدیر ارتباطات سابق ردیت نیز خاطرنشان کرد که این سایت «۱۰۰ درصد ارگانیک» است.
او همچنین توصیه کرد که تبلیغ کنندگان تبلیغاتی را طراحی کنند که «گفتگوها و بازخورد کاربران را برانگیزد.»

## جامعه و فرهنگ
این وب سایت به دلیل ماهیت باز و وجود جامعه متنوعی از کاربران و تولید محتوای آنان است که شناخته شده است.
اطلاعات متنوع جمعیتی کاربران این امکان را فراهم می‌کند تا ردیت زمینه‌های متنوعی را در اختیار داشته باشد، همچنین این امکان را برای ساب‌ردیت‌های کوچکتر جهت ارائه اهداف بیشتر به شما فراهم می‌کند.
امکاناتی که ساب‌ردیت‌ها ارائه می‌دهند فرصت‌های جدیدی را برای جلب توجه و تقویت بحث در موضوعات مختلف ایجاد می‌کند. با توجه به محبوبیت روزانه از نظر کاربران، ردیت بستری برای افزایش تبلیغات به دلایل مختلف بوده است.
علاوه بر این، پایگاه کاربران ردیت وب‌سایت‌های دیگری از جمله انجمن اشتراک‌گذاری عکس و میزبان تصویر، ایمجر را به وجود آورده است، که در سال ۲۰۰۹ به عنوان هدیه ای به جامعه ردیت آغاز شد.
در پنج ماه نخست فعالیت خود، از هزار بازدید در روز، به یک میلیون بازدید از صفحه در روز رسید.
آمارهای «Google Ad Planner» حاکی از آن است که ۷۴٪ از کاربران ردیت را مردها تشکیل می‌دهند.
در سال ۲۰۱۶، مرکز تحقیقات پیو گزارشی را منتشر کرد که نشان می‌دهد ۴٪ از بزرگسالان ایالات متحده از ردیت استفاده می‌کنند، که ۶۷٪ از این افراد مرد هستند. همچنین ۷۸٪ از کاربران از ردیت اخبار را دریافت می‌کنند.
کاربران معمولاً جوان‌تر از میانگین سنی هستند و فقط کمتر از ۱٪ آنها ۶۵ سال یا بیشتر سن دارند.
ردیت تا حدودی به دلیل داشتن پایگاهی از کاربران پرشور، که به عنوان «بی‌تاب، عجیب و بی‌قرار» توصیف شده‌اند شناخته شده است.
همچنین همانند «اثر اسلش دات»، اثر ردیت هنگامی رخ می‌دهد که یک وب سایت کوچکتر به دلیل هجوم زیاد ترافیک پس از لینک شدن توسط ردیت خراب یا از دسترس خارج شود که این اتفاق «آغوش مرگ ردیت» نیز نامیده می‌شود.

### اقدامات بشر دوستانه
کاربران از ردیت به عنوان بستری برای اقدامات خیرخواهانه و نیکوکاری خود نیز استفاده کرده‌اند.
در همین راستا، ردیتورها بیش از ۶۰۰۰۰۰ دلار برای خیریه و در حمایت از راهپیمایی کمدین‌هایی مانند جان استوارت (مجری تلویزیونی) و استیون کلبر جهت گردهمایی برای بازگرداندن سلامت و/یا ترس جمع‌آوری کردند.
در سال ۲۰۱۰، مسیحیان، مسلمانان و خداناباوران یک رقابت جمع‌آوری دوستانه برگزار کردند که در آن گروه‌ها بیش از ۵۰٬۰۰۰ دلار کمک مالی جمع‌آوری کردند.
همچنین در سال ۲۰۱۱ با کمک مالی مشابه، مشاهده شد که فرقه خداناباوران بیش از ۲۰۰۰۰۰ دلار برای امور خیریه جمع می‌کند.
در فوریه سال ۲۰۱۴، ردیت اعلام کرد که ۱۰٪ از درآمد تبلیغات سالانه خود را به نهاد غیرانتفاعی (ناسود بر) که توسط کاربرانش رای داده شده اهدا می‌کند.
در نتیجه این کمپین، ردیت ۸۲٫۷۶۵ دلار هرکدام به بنیاد مرزهای الکترونیکی، فدراسیون فرزندپروری تنظیم‌شده آمریکا،  سازمان پزشکان بدون مرز، مرکز آموزشی ایرویید، بنیاد ویکی‌مدیا، انجمن چند رشته‌ای برای مطالعات روانگردان، سازمان رسانه‌ای ان‌پی‌آر، بنیاد نرم‌افزار آزاد، بنیاد رهایی از دین و پروژه تور اهدا کرد.

### فعالیت
ردیت برای طیف گسترده‌ای از تعامل‌های سیاسی از جمله مبارزات انتخاباتی ریاست جمهوری باراک اوباما، دونالد ترامپ، هیلاری کلینتون و برنی سندرز مورد استفاده قرار گرفته است.
از ردیت برای خود ساماندهی فعالیتهای سیاسی-اجتماعی مانند اعتراضات، ارتباط با سیاستمداران و جوامع فعال استفاده شده است. همچنین ردیت به مکانی محبوب برای بحث‌های سیاسی در سراسر جهان تبدیل شده است.

#### راهپیمایی برای علم
راهپیمایی برای علم نشات گرفته بحثی در ردیت در مورد حذف همه منابع مربوط به گرمایش جهانی از وب سایت کاخ سفید بود، که دربارهٔ آن کاربری اظهار داشت که «باید راهپیمایی برای علم در واشینگتن وجود داشته باشد».
در تاریخ ۲۲ آوریل سال ۲۰۱۷، بیش از ۱ میلیون دانشمند و حامی در بیش از ۶۰۰ رویداد در ۶۶ کشور در سراسر جهان شرکت کردند.

## اعتراض به افزایش قیمت API
در ۱۸ آوریل ۲۰۲۳، ردیت اعلام کرد که قصد دارد تغییراتی را بر روی سرویس API خود ایجاد کند که یک مورد قیمت گذاری جدید سرویس بود که قبلاً برای اکثر موارد رایگان بود. در ۳۱ می، برنامه شخص ثالث Apollo، بعد از تماس با ردیت قیمت گذاری جدید را اعلام کرد: ۱۲۰۰۰ دلار برای ۵۰ میلیون درخواست از سرویس API. این بدان معناست که برنامه Apollo باید در سال ۲۰ میلیون دلار به ردیت بپردازد. چندین کاربر و توسعه دهندگان دیگر برنامه‌های شخص ثالث نیز علیه این تغییرات قیمت صحبت کرده‌اند. در ۸ ژوئن، توسعه‌دهنده برنامه Apollo اعلام کرد که این برنامه را در ۳۰ ژوئن تعطیل خواهد کرد و در توییتر نوشت: «تصمیمات و اقدامات اخیر ردیت متأسفانه ادامه Apollo را غیرممکن کرده است». همچنین برای رد برخی ادعاها که گفته می‌شد این توسعه دهنده از ردیت ۱۰ میلیون دلار باج خواهی کرده، یک فایل صوتی ضبظ شده از تماس با یکی از کارمندان ردیت را منتشر کرد. سایر برنامه‌های شخص ثالث ردیت، از جمله Sync for Reddit و Reddit is Fun نیز اعلام کردند که تعطیل خواهند شد.
بسیاری از کاربران اعلام کردند که نمی‌توانند از برنامه رسمی ردیت به دلیل دسترس‌پذیری ضعیف آن استفاده کنند. ردیت در پاسخ گفت که برای برنامه‌های غیرتجاری به صورت استثنایی قیمت‌گذاری می‌کند. با این حال، یکی از مدیران r/Blind نوشت که هیچ توضیحی از ردیت برای در مورد قیمت گذاری استثنایی دریافت نکرده است. بعداً تأیید شد که برای چند برنامه شخص ثالث معافیت‌هایی در نظر گرفته خواهد شد. بسیاری از ادمین‌ها برای مدیریت ساب ردیت‌ها به ابزارهای شخص ثالث متکی هستند که حتی منجر به ترس از ناتوانی برای مدیریت محتواها شد.
هزاران ساب ردیت، از جمله شش مورد از بزرگ‌ترین آنها، هر کدام با بیش از ۳۰ میلیون مشترک، و در مجموع ۲٫۲ میلیارد کاربر غیر منحصر به فرد ردیت، با خصوصی کردن ساب ردیت‌های خود یا عدم اجازه دادن به پست‌ها یا نظرات بین ۱۲ و ۱۴ ژوئن ۲۰۲۳، اعتراضی را برنامه‌ریزی کرده‌اند. برخی از ساب ردیت‌ها اعلام کردند تا زمانی که ردیت این تصمیم خود را کامل لغو کند، اعتراض خود را پس از ۱۴ ژوئن ادامه خواهند داد. همچنین چندین کاربر، از جمله کاربرانی که سابقه ۱۷ ساله در این سایت داشته‌اند، اعلام کردند که از ارسال محتوا در طول اعتراض خودداری خواهند کرد و برخی هم تا زمانی که ردیت تصمیم خود را لغو نکند، در ردیت فعالیتی نخواهند داشت.